# Список искусственных объектов на Венере

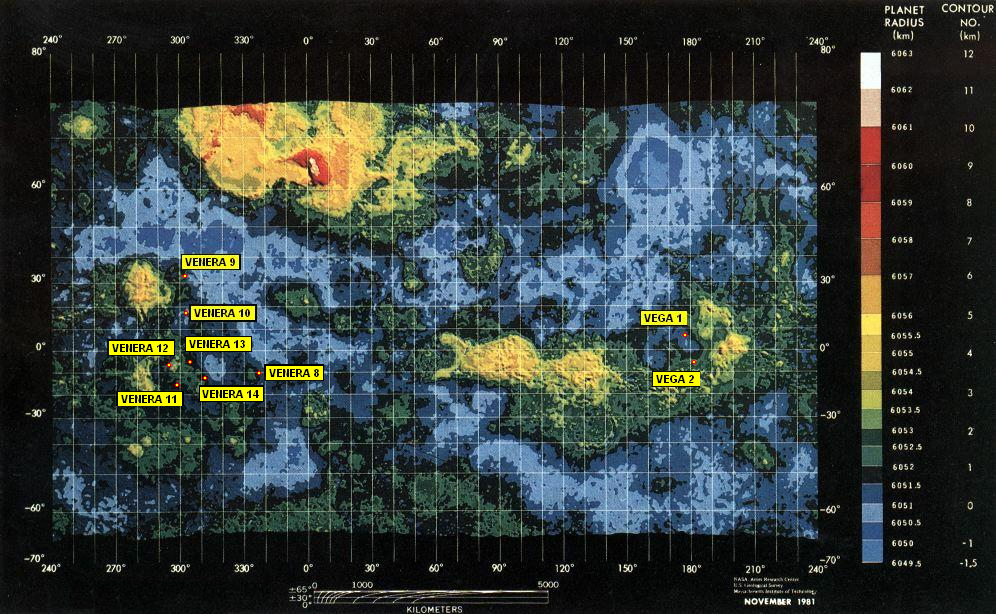
Карта с указанием мест посадок некоторых искусственных объектов на Венере.

Список искусственных объектов, которые достигли поверхности Венеры.
- Общий вес всех спускаемых аппаратов, которые достигли поверхности, составляет более 22 тонн.
- На 2018 год максимальная продолжительность работы АМС на поверхности планеты составила 127 минут — «Венера-13». Аэростатные зонды АМС «Вега-1» и «Вега-2» работали в атмосфере Венеры на высоте 50—55 км в течение 46 часов каждый.

## Список
| №  | Станция                                                          | Страна | Изображение | Время посадки | Масса (кг) спускаемого аппарата | Координаты посадки | Примечания |
| -- | ---------------------------------------------------------------- | ------ | ----------- | ------------- | ------------------------------- | ------------------ | --- |
| 1  | «Венера-3»                                                       | СССР   |             | 01.03.1966    | 958                             | —                  | Станция «Венера-3» стала первым космическим аппаратом, который достиг поверхности другой планеты. Спускаемый аппарат представлял собой сферу диаметром 0,9 метра. В спускаемом аппарате был помещён металлический глобус Земли, внутри которого находился вымпел с изображением герба Советского Союза. |
| 2  | «Венера-4»                                                       | СССР   |             | 18.10.1967    | 1104                            | 19° N, 38° O       | Главным результатом полёта станции «Венера-4» стало проведение первых прямых измерений температуры, плотности, давления и химического состава атмосферы Венеры. |
| 3  | «Венера-5»                                                       | СССР   |             | 16.05.1969    | 1128                            | 3° S, 18° O        | Это был одновременный полёт двух одинаковых по конструкции автоматических станций: «Венера-5» и «Венера-6». «Венера-5» стартовала на пять суток раньше «Венеры-6». Окрестностей планеты Венера станция «Венера-5» достигла на одни сутки раньше станции «Венера-6». |
| 4  | «Венера-6»                                                       | СССР   |             | 17.05.1969    | 1128                            | 5° S, 23° O        | Это был одновременный полёт двух одинаковых по конструкции автоматических станций: «Венера-5» и «Венера-6». «Венера-5» стартовала на пять суток раньше «Венеры-6». Окрестностей планеты Венера станция «Венера-5» достигла на одни сутки раньше станции «Венера-6». |
| 5  | «Венера-7»                                                       | СССР   |             | 15.12.1970    | 1180                            | 5° S, 351° O       | По результатам измерений проведенных на спускаемом аппарате станции «Венера-7», были рассчитаны значения давления и температуры на поверхности планеты Венера, они составили 90±15 атмосфер и 475±20 °C. |
| 6  | «Венера-8»                                                       | СССР   |             | 22.07.1972    | 1180                            | 10° S, 335° O      | 22 июля 1972 года, через 117 суток после старта, станция «Венера-8» достигла окрестностей планеты Венера. В 11 часов 37 минут спускаемый аппарат вошёл в атмосферу Венеры. Во время аэродинамического торможения скорость спускаемого аппарата относительно планеты уменьшилась с 11,6 км/с до 250 м/с. |
| 7  | «Венера-9»                                                       | СССР   |             | 22.10.1975    | 2015                            | 32° N, 291° O      | «Венера-9» запущен 8 июня 1975 года, «Венера-10» — 14 июня 1975 года. Ракеты-носители обоих аппаратов — «Протон». После аэродинамического торможения осуществлялся спуск на парашютах в течение 20 мин, затем был сброшен парашют и осуществлен быстрый спуск. Высокая плотность нижних слоёв атмосферы планеты позволяла осуществить относительно мягкую посадку, с сохранением работоспособности аппарата, используя в качестве тормоза только жестко закрепленное коническое аэродинамическое тормозное устройство и сопротивление самой конструкции. |
| 8  | «Венера-10»                                                      | СССР   |             | 25.10.1975    | 2015                            | 16° N, 291° O      | «Венера-9» запущен 8 июня 1975 года, «Венера-10» — 14 июня 1975 года. Ракеты-носители обоих аппаратов — «Протон». После аэродинамического торможения осуществлялся спуск на парашютах в течение 20 мин, затем был сброшен парашют и осуществлен быстрый спуск. Высокая плотность нижних слоёв атмосферы планеты позволяла осуществить относительно мягкую посадку, с сохранением работоспособности аппарата, используя в качестве тормоза только жестко закрепленное коническое аэродинамическое тормозное устройство и сопротивление самой конструкции. |
| 9  | «Пионер-Венера-2» (траекторный модуль)                           | США    |             | 09.12.1978    | 290                             | 37,9° S, 290,9° O  | Станция состояла из траекторного модуля и расположенных на нём спускаемых аппаратов — одного «большого» (large probe) и трёх идентичных «маленьких» (small probes). Масса траекторного модуля составляла 290 кг, масса «большого» аппарата — 315 кг, масса каждого из «маленьких» — 90 кг. «Дневной зонд» — единственный спускаемый аппарат США, передавший данные с поверхности Венеры. Работал в течение 68 мин после посадки. |
| 10 | «Пионер-Венера-2» (большой спускаемый аппарат)                   | США    | 315         | 09.12.1978    | 4,4° N, 304,0° O                |                    | Станция состояла из траекторного модуля и расположенных на нём спускаемых аппаратов — одного «большого» (large probe) и трёх идентичных «маленьких» (small probes). Масса траекторного модуля составляла 290 кг, масса «большого» аппарата — 315 кг, масса каждого из «маленьких» — 90 кг. «Дневной зонд» — единственный спускаемый аппарат США, передавший данные с поверхности Венеры. Работал в течение 68 мин после посадки. |
| 11 | «Пионер-Венера-2» «Северный зонд» (маленький спускаемый аппарат) | США    | 90          | 09.12.1978    | 59,3° N, 4,8° O                 |                    | Станция состояла из траекторного модуля и расположенных на нём спускаемых аппаратов — одного «большого» (large probe) и трёх идентичных «маленьких» (small probes). Масса траекторного модуля составляла 290 кг, масса «большого» аппарата — 315 кг, масса каждого из «маленьких» — 90 кг. «Дневной зонд» — единственный спускаемый аппарат США, передавший данные с поверхности Венеры. Работал в течение 68 мин после посадки. |
| 12 | «Пионер-Венера-2» «Дневной зонд» (маленький спускаемый аппарат)  | США    | 90          | 09.12.1978    | 31,3° S, 317,0° O               |                    | Станция состояла из траекторного модуля и расположенных на нём спускаемых аппаратов — одного «большого» (large probe) и трёх идентичных «маленьких» (small probes). Масса траекторного модуля составляла 290 кг, масса «большого» аппарата — 315 кг, масса каждого из «маленьких» — 90 кг. «Дневной зонд» — единственный спускаемый аппарат США, передавший данные с поверхности Венеры. Работал в течение 68 мин после посадки. |
| 13 | «Пионер-Венера-2» «Ночной зонд» (маленький спускаемый аппарат)   | США    | 90          | 09.12.1978    | 28,7° S, 56,7° O                |                    | Станция состояла из траекторного модуля и расположенных на нём спускаемых аппаратов — одного «большого» (large probe) и трёх идентичных «маленьких» (small probes). Масса траекторного модуля составляла 290 кг, масса «большого» аппарата — 315 кг, масса каждого из «маленьких» — 90 кг. «Дневной зонд» — единственный спускаемый аппарат США, передавший данные с поверхности Венеры. Работал в течение 68 мин после посадки. |
| 14 | «Венера-11»                                                      | СССР   |             | 25.12.1978    | 2015                            | 14° S, 299° O      | Информация с поверхности Венеры передавалась через орбитальный модуль, который оставался на орбите. Спускаемый аппарат продолжал работать в течение 95 минут. «Венера-12» стартовала через пять суток после «Венеры-11». Обе АМС имели одинаковую конструкцию. |
| 15 | «Венера-12»                                                      | СССР   | 2015        | 25.12.1978    | 7° S, 294° O                    |                    | Информация с поверхности Венеры передавалась через орбитальный модуль, который оставался на орбите. Спускаемый аппарат продолжал работать в течение 95 минут. «Венера-12» стартовала через пять суток после «Венеры-11». Обе АМС имели одинаковую конструкцию. |
| 16 | «Венера-13»                                                      | СССР   |             | 01.03.1982    | 2015                            | 7,5° S, 303° O     | После посадки спускаемый аппарат «Венеры-13» передал панорамное изображение окружающего венерианского пейзажа. На «Венере-13» было установлено звукозаписывающее устройство, которое зафиксировало звук грома. Спускаемый аппарат корабля «Венера-14» приземлился в 950 километрах на юго-запад от спускаемого аппарата «Венеры-13». |
| 17 | «Венера-14»                                                      | СССР   |             | 03.03.1982    | 2015                            | 13,25° S, 310° O   | После посадки спускаемый аппарат «Венеры-13» передал панорамное изображение окружающего венерианского пейзажа. На «Венере-13» было установлено звукозаписывающее устройство, которое зафиксировало звук грома. Спускаемый аппарат корабля «Венера-14» приземлился в 950 километрах на юго-запад от спускаемого аппарата «Венеры-13». |
| 18 | «Вега-1»                                                         | СССР   |             | 11.06.1985    | 1500 + аэростатный зонд         | 7,5° N, 177,7° O   | «Вега-1» и «Вега-2» стартовали 15 и 21 декабря 1984 года. Через 6 месяцев полёта аппараты преодолели 500 млн км и приблизились к Венере. 9 и 13 июня 1985 года от «Веги-1» и «Веги-2» были отделены спускаемые аппараты, которые 11 и 15 июня при входе в атмосферу разделились на посадочные модули и аэростатные зонды. Оба зонда обнаружили на ночной стороне вариации освещенности и световые вспышки, то есть грозовые разряды. Аэростатный эксперимент позволил получить новую, уникальную информацию об атмосфере планеты.                        |
| 19 | «Вега-2»                                                         | СССР   |             | 14.06.1985    | 1500 + аэростатный зонд         | 8,5° S, 164,5° O   | «Вега-1» и «Вега-2» стартовали 15 и 21 декабря 1984 года. Через 6 месяцев полёта аппараты преодолели 500 млн км и приблизились к Венере. 9 и 13 июня 1985 года от «Веги-1» и «Веги-2» были отделены спускаемые аппараты, которые 11 и 15 июня при входе в атмосферу разделились на посадочные модули и аэростатные зонды. Оба зонда обнаружили на ночной стороне вариации освещенности и световые вспышки, то есть грозовые разряды. Аэростатный эксперимент позволил получить новую, уникальную информацию об атмосфере планеты.                        |

## Галерея

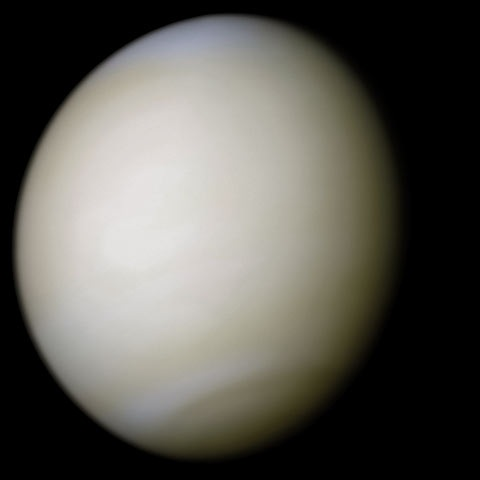
Венера в естественном цвете.
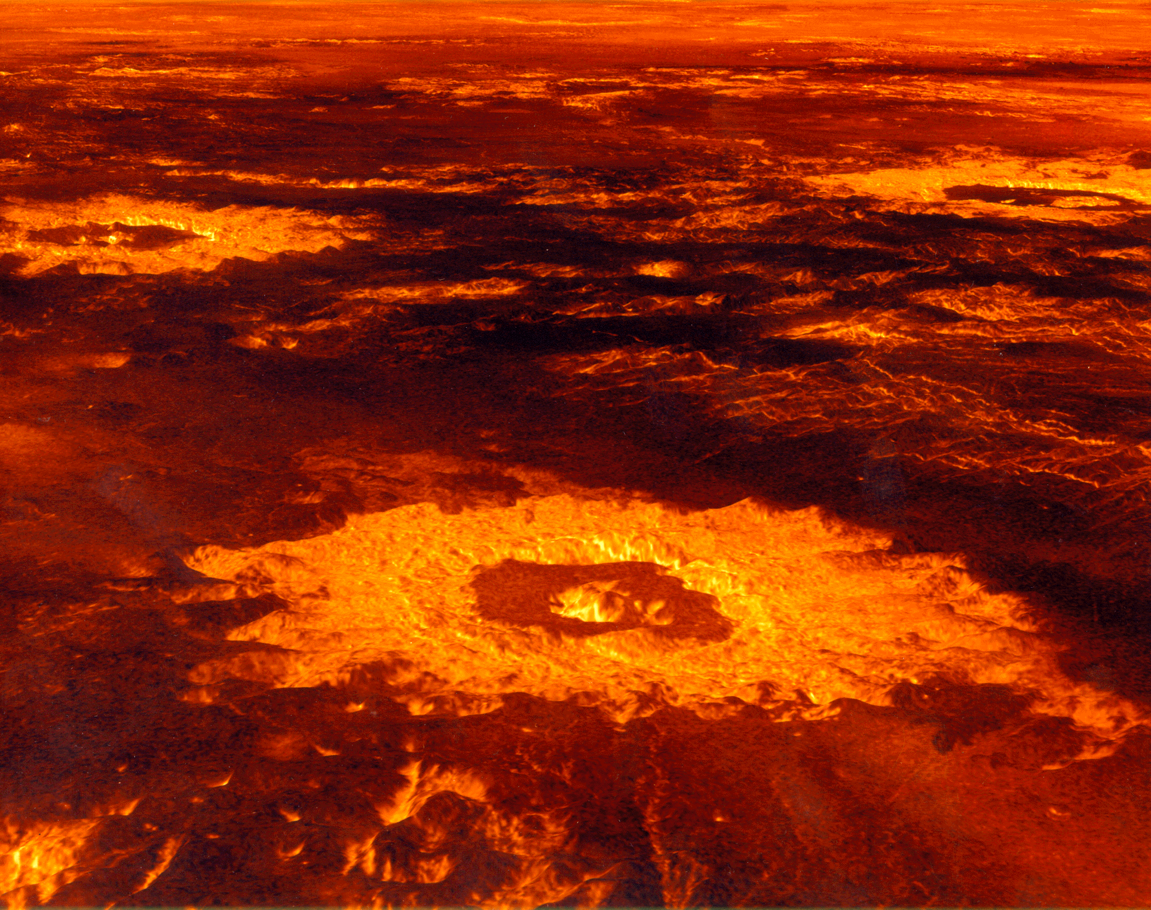
Кратеры на поверхности Венеры.
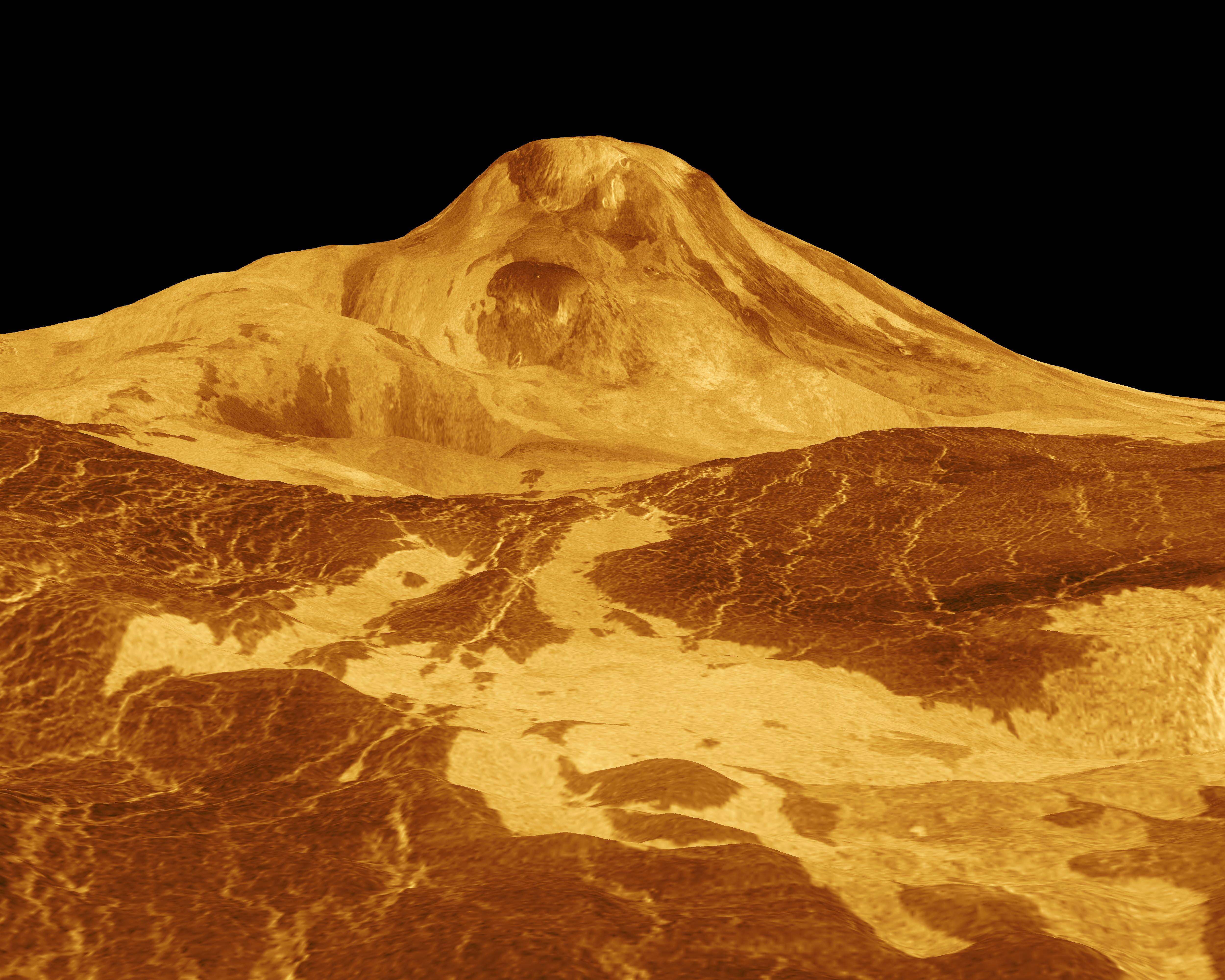
Изображение поверхности Венеры на основе радиолокационных данных.
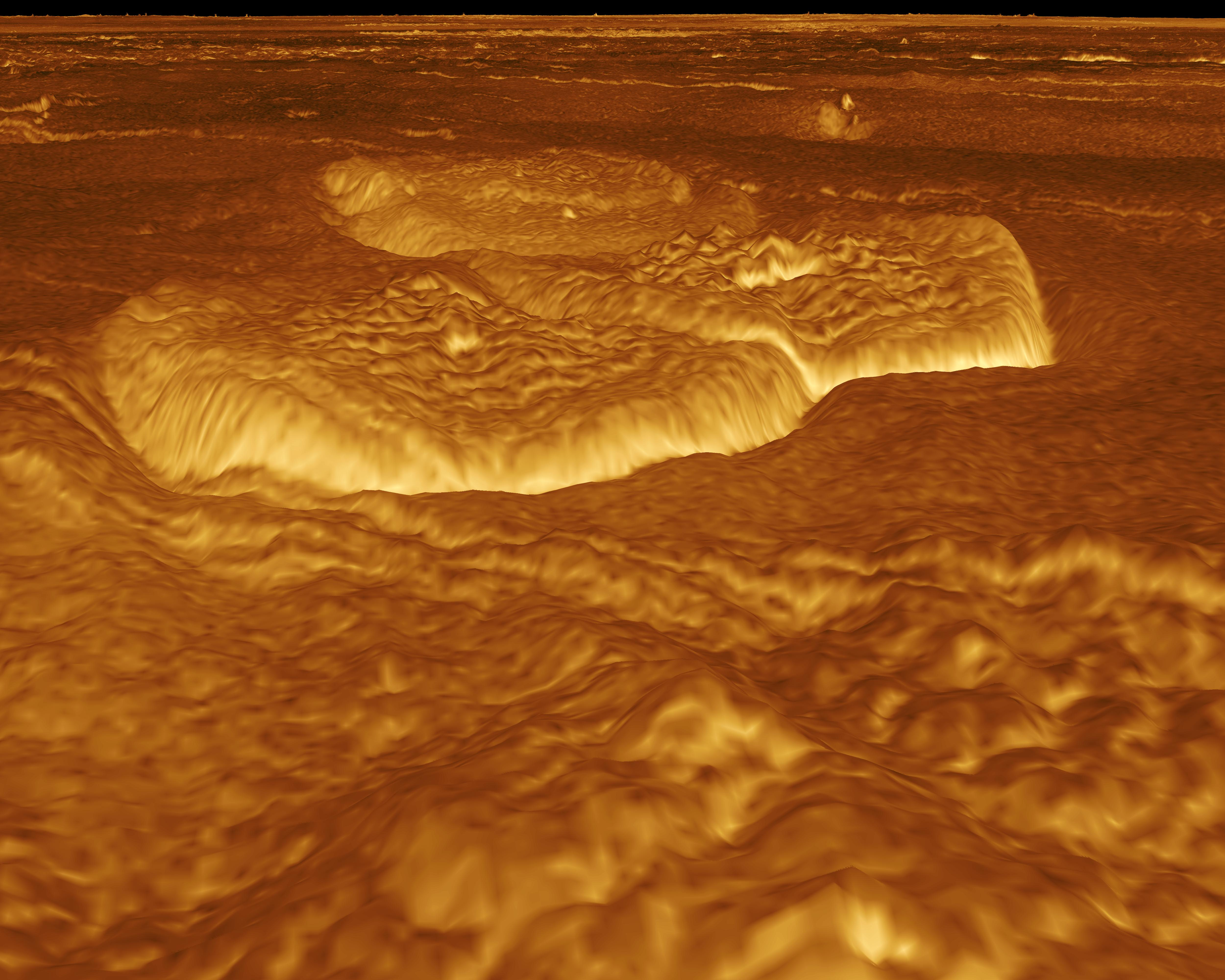
Трёхмерное изображение участка поверхности Венеры.
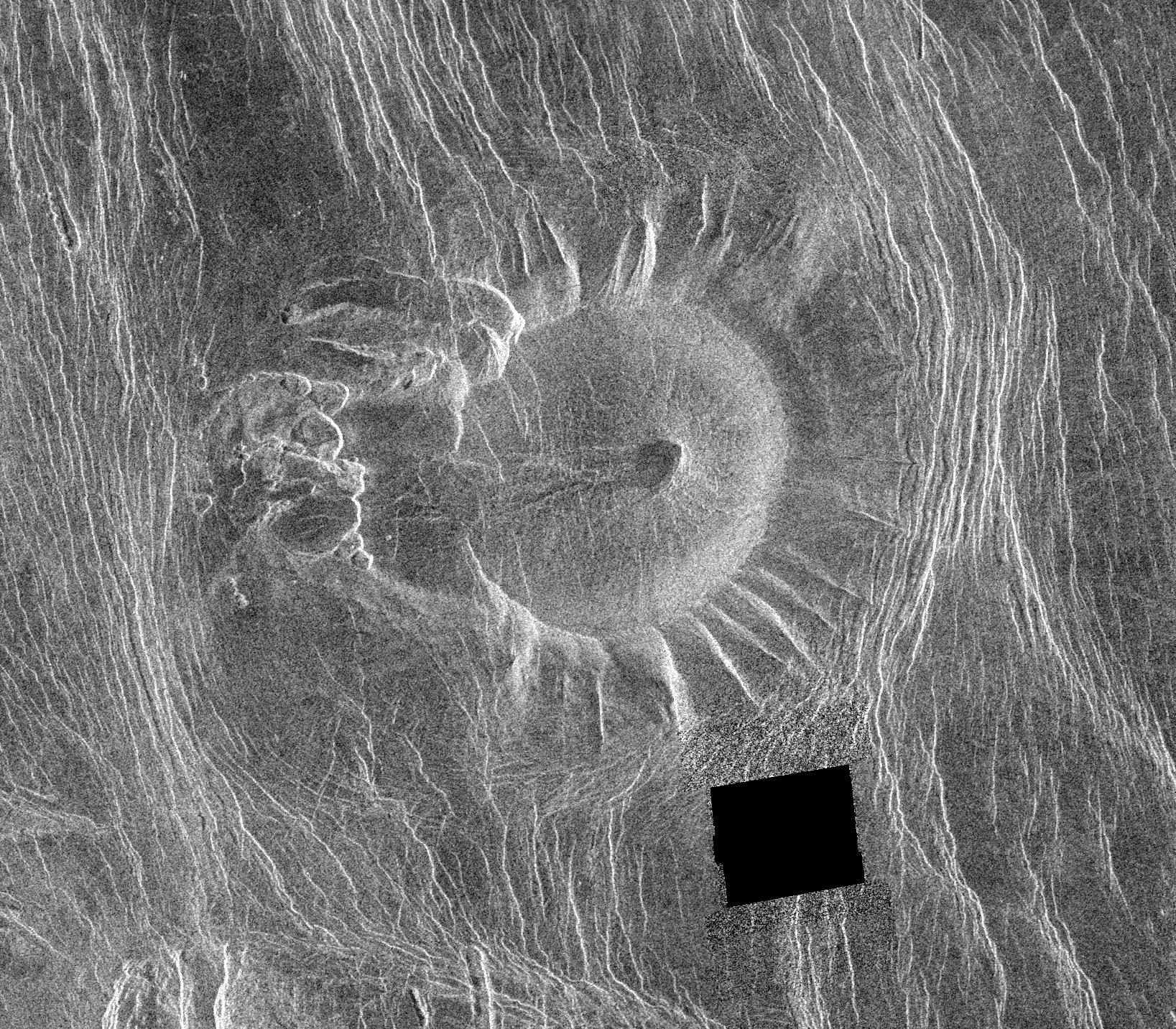
Вулкан на Венере.
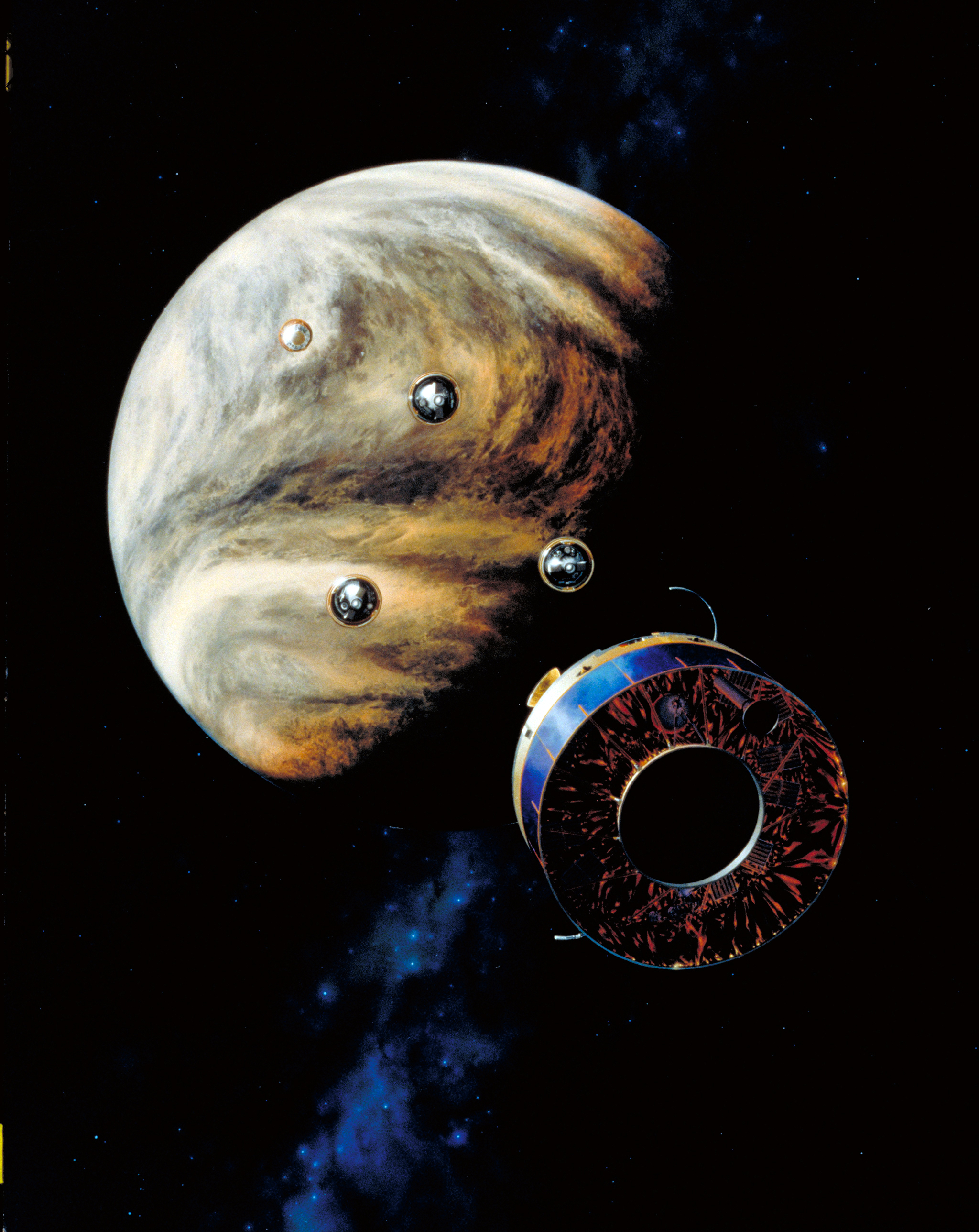
«Пионер-Венера-2» Траекторный модуль и четыре спускаемых аппарата (реконструкция).
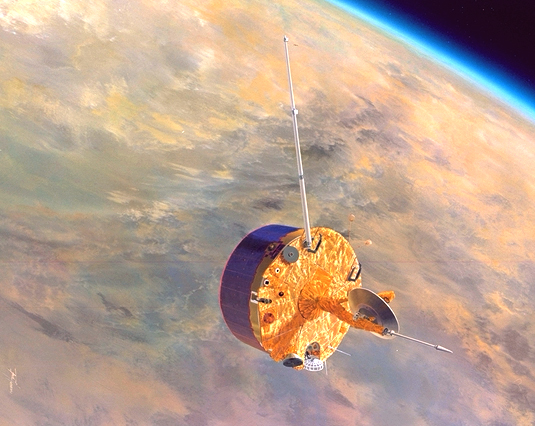
«Пионер-Венера-2» (реконструкция).
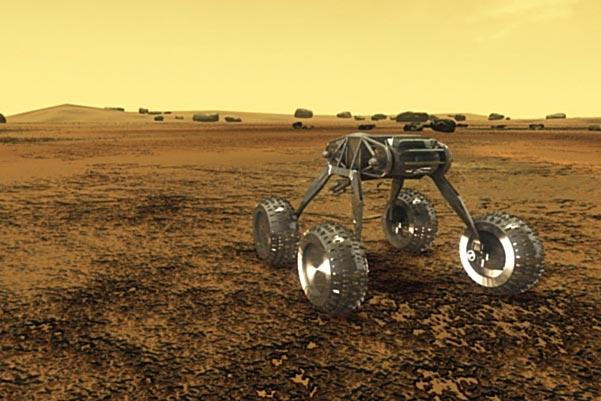
Венера глазами художника.